# Кафтанов, Сергей Васильевич
Сергей Васильевич Кафтанов (12 (25 сентября) 1905, село Верхнее, Екатеринославская губерния, Российская империя — 1 ноября 1978, Москва, РСФСР, СССР) — советский государственный деятель, уполномоченный Государственного комитета обороны СССР по науке (1941—1945), министр высшего образования СССР (1946—1951), председатель Государственного комитета по радиовещанию и телевидению при Совете Министров СССР (1959—1962), заслуженный деятель науки РСФСР.

## Биография
Родился в 1905 году в семье рабочего Донецкого содового завода. Трудовую деятельность начал сразу по окончании начальной школы – в 1919 году на заводе «Донсода». В 1926-27 годах – освобожденный секретарь комсомольской организации этого завода. Член ВКП(б) с 1926 года.
В 1931 году окончил Московский химико-технологический институт (МХТИ) им. Д. И. Менделеева, ученик Н. М. Караваева. Был оставлен для научной работы на кафедре пирогенных процессов и назначен заместителем декана факультета органической технологии. Вёл научную и педагогическую работу по химии и химической технологии топлива, с 1934 года научный сотрудник. Избирался секретарём парткома Научно-исследовательского физико-химического института имени Карпова. Заведовал кафедрой общей химии в Высшей коммунистической сельскохозяйственной школе имени Л. М. Кагановича.
С августа 1937 года инспектор отдела руководящих партийных органов ЦК ВКП(б). В 1937—1946 годах — председатель Всесоюзного комитета по делам высшей школы при СНК СССР. В 1938–1954 годах председатель Высшей аттестационной комиссии.

Москва, 14.03.1937. Физико-химический НИИ им.Л.Я. Карпова. Справа налево: С.Д.Бесков, А.Н.Фрумкин, директор института А.Н.Бах, Смирнов, С.В.Кафтанов

Одновременно, в 1941—1945 годах — уполномоченный Государственного комитета обороны СССР по науке, возглавлял Совет по координации научных исследований. Стоял у истоков создания советского атомного проекта. 23 февраля 1942 года диверсионная группа полковника И. Г. Старинова захватила трофейную «атомную тетрадь» убитого ими физика-ядерщика Ганса Вандервельде. В тетради оказались формулы ядерных превращений урана и информация по программе разработки немцами атомного оружия. Старинов передал трофейную тетрадь в аппарат Уполномоченного ГКО СССР по науке профессору С. В. Кафтанову. Согласно опубликованным после ВОВ воспоминаниям С. В. Кафтанова, именно эта «атомная тетрадь», наряду с предупреждением физика Г. Н. Флерова побудила его и академика А. Ф. Иоффе обратиться к Иосифу Сталину с письмом о необходимости создания в СССР научного центра по проблемам разработки и создания ядерного оружия. Кафтанов рассказал, что на заседании Госкомитета обороны СССР, где рассматривалось это предложение, многие наши ключевые ведомства, включая Госплан, были против. Однако И. В. Сталин, походив по кабинету, сказал: «Надо делать». 28 сентября 1942 года Сталин подписал распоряжение о возобновлении работ по урановой программе. С тех пор эта дата считается началом советского ядерного проекта.
В 1944 году С. В. Кафтанову было адресовано резонансное письмо 14 академиков, в котором описывалась ситуация с должностью заведующего кафедрой теоретической физики физического факультета МГУ. В ответ на письмо провёл совещание с представителями заинтересованных сторон и назначил на этот пост В. А. Фока. Это решение не нашло поддержки, и В. А. Фок скоро покинул эту должность.
В 1946—1951 годах — министр высшего образования СССР и одновременно заведующий кафедрой в институте химического машиностроения. С 1951 года директор физико-химического института им. Карпова.
В 1953—1959 годах — первый заместитель министра культуры СССР. Во время переназначения министров — и. о. министра культуры СССР.
В 1959—1962 годах — председатель Государственного комитета по радиовещанию и телевидению при Совете Министров СССР.
В 1962—1973 годах — ректор Московского химико-технологического института имени Д. И. Менделеева, с 1973 года – профессор.
Кандидат в члены ЦК ВКП(б) (1939—1952). Депутат Верховного Совета СССР 2-го созыва.
В 1955 году был фигурантом "дела гладиаторов".
Автор большого числа научных трудов и изобретений. За многочисленные публицистические статьи был принят в члены Союза журналистов и избран в правление Союза.
Похоронен в Москве на Новодевичьем кладбище (7 уч. 15 ряд)

## Награды и звания
- Орден Ленина (5 ноября 1944) — за выдающиеся заслуги в деле подготовки специалистов для народного хозяйства и культурного строительства
- Орден Ленина
- Орден Октябрьской Революции
- Орден Трудового Красного Знамени
- Орден Трудового Красного Знамени
- Орден Трудового Красного Знамени
- Заслуженный деятель науки РСФСР